# Departamento Izabal
Izabal ist ein Departamento Guatemalas und liegt im Nordosten des Landes (Region III). Izabal erstreckt sich auf über 9.000 Quadratkilometern und hat etwa 467.000 Einwohner. Die Hauptstadt des Departamentos ist Puerto Barrios.

## Landesnatur
Mit Izabal hat Guatemala einen kleinen Zugang zur Karibik und zum Atlantischen Ozean. Im Norden schließen sich Belize und Petén an, im Westen grenzt Izabal an Alta Verapaz, im Süden an Zacapa und Honduras. In der Mitte des Departamentos liegt der größte See Guatemalas, der 48 km lange und 20 km breite Lago de Izabal. Ihn umgeben die Mittelgebirge Sierra Santa Cruz im Nordwesten, die Ausläufer der Sierra de las Minas im Südwesten und die Montañas del Mico im Osten. Die zahlreichen aus diesen Bergen kommenden Flüsse münden überwiegend in den Izabal-See, der durch den Río Dulce mit der Karibik verbunden ist. Der Südosten des Departamentos wird vom Tal des Río Motagua durchzogen. Über diesen längsten Fluss Guatemalas wird ein großer Teil des zentralen Hochlandes entwässert, in Izabal auch die südöstlichen Gebirgszüge und die Sierra del Merendón an der Grenze zu Honduras.
Das Klima Izabals ist auf Grund der Lage an der Karibik und wegen des Tieflandes um den Lago de Izabal und des Motagua-Tales größtenteils tropisch mit hohen Niederschlägen in den Sommermonaten. Auch in den übrigen Monaten des Jahres kann das Wetter relativ wechselhaft sein. Die Temperaturen bewegen sich im Tiefland zwischen 24 und 34 °C, in den Höhenlagen ist das Klima etwas kühler. Die sehr reiche Vegetation umfasst tropischen Regenwald, daneben Palmen, Orchideen, Zypressen, Bromelien etc. Es gibt mehrere große Naturschutzgebiete.

## Bevölkerung
Ein großer Teil der Bevölkerung spricht neben Spanisch auch Kekchí oder Garifuna. An der Karibikküste, und dort insbesondere in Livingston, leben Garifunas, eine afrokaribische Gemeinschaft. Sie gelangten als Sklaven in die Karibik und dann Ende des 18. Jahrhunderts von der Insel Roatán nach Guatemala. Die etwa 400.000 Einwohner des Departamentos Izabal leben in fünf Municipios (Großgemeinden oder auch Landkreise):
| Puerto Barrios | Livingston |
| Los Amates     | Morales    |
| El Estor       |            |

Dem Departamento als staatlichem Verwaltungsbezirk steht ein von der Zentralregierung entsandter Gouverneur vor. Die Municipios sind eigenständige Gebietskörperschaften mit gewählten Bürgermeistern und Volksvertretungen und untergliedern sich in Aldeas  (Landgemeinden) und Caseríos, Parajes oder Fincas (Weiler und Höfe).

## Wirtschaft
Traditionell wichtigster Wirtschaftszweig ist die Landwirtschaft und hier insbesondere der Anbau von Bananen. In diesem Bereich spielte die stark in die Kritik geratene United Fruit Company in der Mitte des 20. Jahrhunderts eine zwiespältige Rolle. Weitere landwirtschaftliche Produkte sind Reis, Bohnen, Mais, Zitrusfrüchte und andere tropische Früchte. Von Bedeutung sind auch die Viehzucht und das Kunsthandwerk. Immer wichtiger wird der Tourismus, vor allem am Río Dulce und am Izabal-See, wo sich mittlerweile Yachtbesitzer aus Nordamerika und Europa niedergelassen haben. Herausragende wirtschaftliche Bedeutung haben die Seehäfen Puerto Barrios und Puerto Santo Tomás de Castilla: Ein Großteil des Überseehandels mit Nordamerika und Europa wird hier abgewickelt. Mangels angemessener Bahnverbindung wird der gesamte Containerverkehr über Sattelschlepper abgewickelt, was zur permanenten Überlastung der Atlantikroute CA-9 führt. Ihr Ausbau zu einer Autobahn kommt nur schleppend voran. Die Hauptstadt Puerto Barrios verfügt über einen Flugplatz für die Allgemeine Luftfahrt.

## Sehenswürdigkeiten
Ausgangspunkt für Bootsfahrten auf dem Izabal-See und in Richtung Karibik sind die Orte  Fronteras (auch Río Dulce genannt) und El Relleno an der Brücke über den Río Dulce. Südlich von Fronteras (Río Dulce), am Beginn des Izabal-Sees, befindet sich das Castillo de San Felipe de Lara, eine Festungsanlage, die die Spanier im 16. Jahrhundert zur Verteidigung gegen Überfälle englischer Piraten erbauten. Am Nordufer des Sees liegt die Finca El Paraíso mit einer Pferdezucht und dem Río Agua Caliente mit seinen natürlichen Thermalwasserbecken. Weiter westlich liegt der Ort El Estor, dessen Name von einem ehemaligen britisch-deutschen Gemischtwarenladen stammt, der seinerzeit „The Store“ hieß. Am Golfete, dem breitesten Abschnitt des Río Dulce, wurden die unberührten Lagunen und Wälder des Biotopo Chocón Machacas unter Naturschutz gestellt. An der Mündung des Río Dulce in die Karibik liegt Livingston, ein Dorf, in dem Garifunas, Ladinos, Mayas und Weiße leben. Die Bahía de Amatique bietet nur wenige Badestrände, darunter die Playa Blanca, die Punta de Palma und die Punta de Manabique. Zwischen der Playa Blanca und Livingston befinden sich die Thermalwasserbecken "Siete Altares". Bei Los Amates befindet sich im Parque Nacional Cerro Azul die Maya-Ruinenstätte Quiriguá, die zum Weltkulturerbe zählt.

## Geschichte
Izabal spielte wegen seines geschützten Zuganges zum Meer und seiner Häfen und Warenlager am Izabal-See immer eine wichtige Rolle für die Wirtschaft Guatemalas. Lange Zeit hatte es deswegen unter Piratenüberfällen zu leiden. Während der Kolonialzeit gehörte das Gebiet zum „Corregimiento de Chiquimula de la Sierra“. Nach der Unabhängigkeit bildete es zunächst einen Verwaltungsdistrikt. Von 1842 bis 1854 war fast der halbe Distrikt belgisches Konzessionsgebiet, belgische Kolonisten siedelten in Santo Tomás de Castilla.
Am 18. Mai 1866 gründete die Regierung der Republik Guatemala das Departamento Izabal. Während der Regierungszeit von Justo Rufino Barrios Auyón (1873–1885) begann der Bau der Eisenbahnstrecke von Guatemala-Stadt zum späteren Karibikhafen Puerto Barrios. Die Strecke wurde erst 1908 fertiggestellt. Izabal wurde in den Jahren danach zum wichtigsten Bananenanbaugebiet der United Fruit Company, die einerseits wesentlich zur Verbesserung der Wirtschaft und Infrastruktur Izabals beitrug, sich aber andererseits zu einem Staat im Staate entwickelte, der die gewonnene Machtposition vor allem in finanzieller und politischer Hinsicht hemmungslos ausnutzte. Nachdem insbesondere die Regierung von Jacobo Arbenz Guzmán versucht hatte, die UFC in ihre Schranken zu verweisen und ungenutztes UFC-Land an mittellose Bauern zu verteilen, beschuldigten die UFC-Führung und die mit ihr verbundenen politischen Kreise in Washington, D.C. Arbenz kommunistischer Umsturzbestrebungen. Dies führte zu einer US-Intervention und letztlich zum Bürgerkrieg. Von der UFC-Zeit zeugen heute zahlreiche stillgelegte Schmalspur-Eisenbahnstrecken im Motagua-Tal sowie etliche Siedlungen mit englischen Namen, darunter Dartmouth und York.